# 486239 Zosiakaczmarek
486239 Zosiakaczmarek este un asteroid din centura principală de asteroizi.

## Descriere
486239 Zosiakaczmarek este un asteroid din centura principală de asteroizi. A fost descoperit la 13 decembrie 2012, la Tincana, de către Michał Żołnowski și Michał Kusiak. Asteroidul prezintă o orbită caracterizată de o semiaxă majoră de 2,61 UA, o excentricitate de 0,33 și de o înclinație de 29,4°, în raport cu ecliptica.

## Denumire
Asteroidul a primit numele în onoarea astronomului amator polonez Zosia Kaczmarek.